# 대한민국 민법 제844조
대한민국 민법 제844조는 남편의 친생자의 추정에 대한 민법 친족법 조문이다.
본 조는 헌법재판소 헌법불합치된 조를 2017년 10월 31일 법률 제14965호로 일부 개정되었으며, 2018년 2월 1일부터 시행되었다. 혼인 중 포태한 자녀의 친생 추정과 출생 시점에 따른 친생 추정를 규정하고 있다. 

## 조문
제844조(남편의 친생자의 추정)
1. 아내가 혼인 중에 임신한 자녀는 남편의 자녀로 추정한다.
2.혼인이 성립한 날부터 200일 후에 출생한 자녀는 혼인 중에 임신한 것으로 추정한다.
3. 혼인관계가 종료된 날부터 300일 이내에 출생한 자녀는 혼인 중에 임신한 것으로 추정한다.

## 헌법재판소 판결
헌법재판소는 혼인 종료 후 3백일 내에 출생한 자녀에 대하여 아무런 예외 없이 그 자녀를 전혼 남편의 친생자로 추정하여 친생부인의 소를 거쳐야만 추정을 번복할 수 있도록 하는 것은 헌법에 위반된다고 설시하며 민법 제844조 제2항 중 혼인관계 종료 후 3백일 이내 출생한 자녀를 혼인 중 포태한 것으로 추정하는 부분에 대하여 헌법불합치 결정하였다

## 법률 개정
헌법의 취지에 부합하게 친생부인의 소를 거치지 아니하고 친생추정을 배제하는 단서를 신설하였다.

## 같이 보기
- 친생자
- 혼인

1. ↑  헌법재판소 2015. 4. 30. 선고 2013헌마623
2. ↑  「민법」일부개정법률(안) 입법예고 법무부 2017년 1월 17일